# Paris von Lodron
Paris von Lodron (ou Paride Lodron), né le 13 février 1586 au château de Noarna près de Nogaredo en Trentin et mort le 15 décembre 1653 à Salzbourg, fut prince-archevêque de Salzbourg de 1619 jusqu'à sa mort. Grâce à son habile politique, l'archevêché de Salzbourg a été épargné par les dévastations de la guerre de Trente Ans. 

## Famille
Les Lodron sont issus de la noblesse italienne originaire de la région au nord du lac d'Idro dans le Trentin, possiblement du village de Lodrone près de Storo dans la vallée du Chiese. Ministériels puis vassaux des princes-évêques de Trente, ils acquièrent le statut de comtes du Saint-Empire (Reichsgrafen) sous le règne de l'empereur Frédéric III de Habsbourg en 1452. 
Les ancêtres de Paris Lodron avaient pour fief le château de Noarna à Nogaredo et celui de Castellano au milieu de la Vallagarina. Son père le comte Nicolas Lodron (1549-1621) fut un colonel en chef (Obrist) de l'Armée impériale et un gouverneur en Tyrol. Sa cousine Elisabeth († 1688) était la mère de la comtesse Eleonore Barbara de Thun-Hohenstein, épouse du prince souverain Antoine-Florian de Liechtenstein. Des liens avec Salzbourg remonte à Appolonia Lang, une sœur de l'archevêque Matthäus Lang von Wellenburg († 1540), qui avait épousé un Lodron, et à Antoine Lodron (1536-1615), chanoine à la cathédrale.

## Biographie

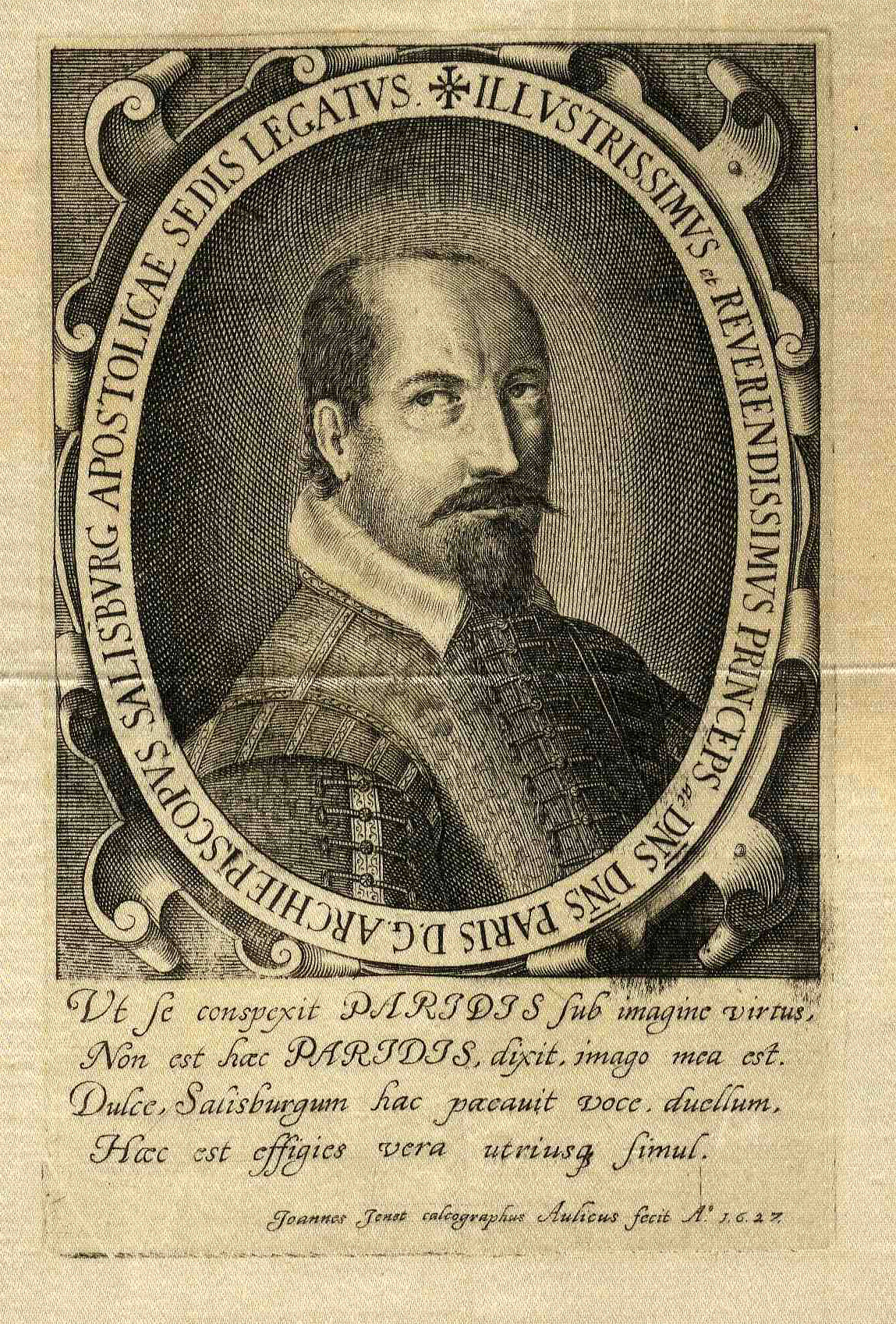
Paris Lodron, gravure sur cuivre (1627).

Dès l'âge de onze ans, Paris Lodron étudia la théologie à Trente puis à l'université de Bologne. Il compléta sa formation auprès des jésuites à Ingolstadt en 1604. Nommé prévôt à Maria Saal en Carinthie, il reçoit l'ordination sacerdotale en 1614. À l'initiative de l'archevêque Marcus Sitticus, il est élu prévôt du chapitre de la cathédrale de Salzbourg ; après le décès de celui-ci en 1619, il a été choisi pour lui succéder. Il a été ordonné archevêque le 23 mai de l'année suivante.
Durant son épiscopat, les fortifications de Salzbourg ont été renforcées selon les plans du maître d'œuvre Santino Solari qui repense entièrement la défense de la ville et en fait un ensemble des cinq bastions et de la forteresse de Hohensalzburg au-dessus. En 1622, Paris Lodron fonda l'université de Salzbourg qui porte aujourd'hui son nom ; la création a été confirmée par le pape Urbain VIII le 17 décembre 1625. 
Bien que la guerre de Trente Ans faisait ravage partout dans le Saint-Empire, il a réussi à achever la reconstruction de la cathédrale de Salzbourg en style baroque : la consécration, le 25 septembre 1628, a été la plus grande fête de l'histoire de la ville. En outre, l'archevêque a fondé les chapitres collégiaux de Laufen (en 1621) et de Tittmoning (en 1633)
Paris Lodron est décédé en 1653 à l'âge de 67 ans, il a été enterré dans la crypte de la cathédrale de Salzbourg. Son buste appartient à la collection du Walhalla commencée par le roi Louis Ier de Bavière.

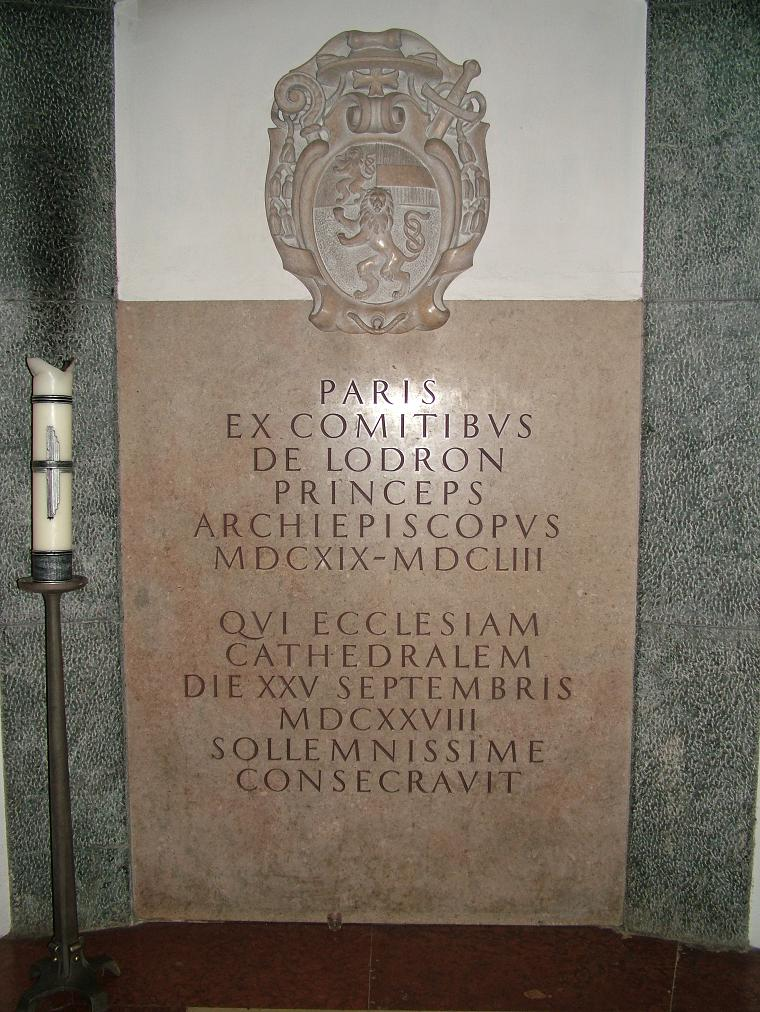
Vue de la sépulture.